# Ponte di San Giovanni Nepomuceno

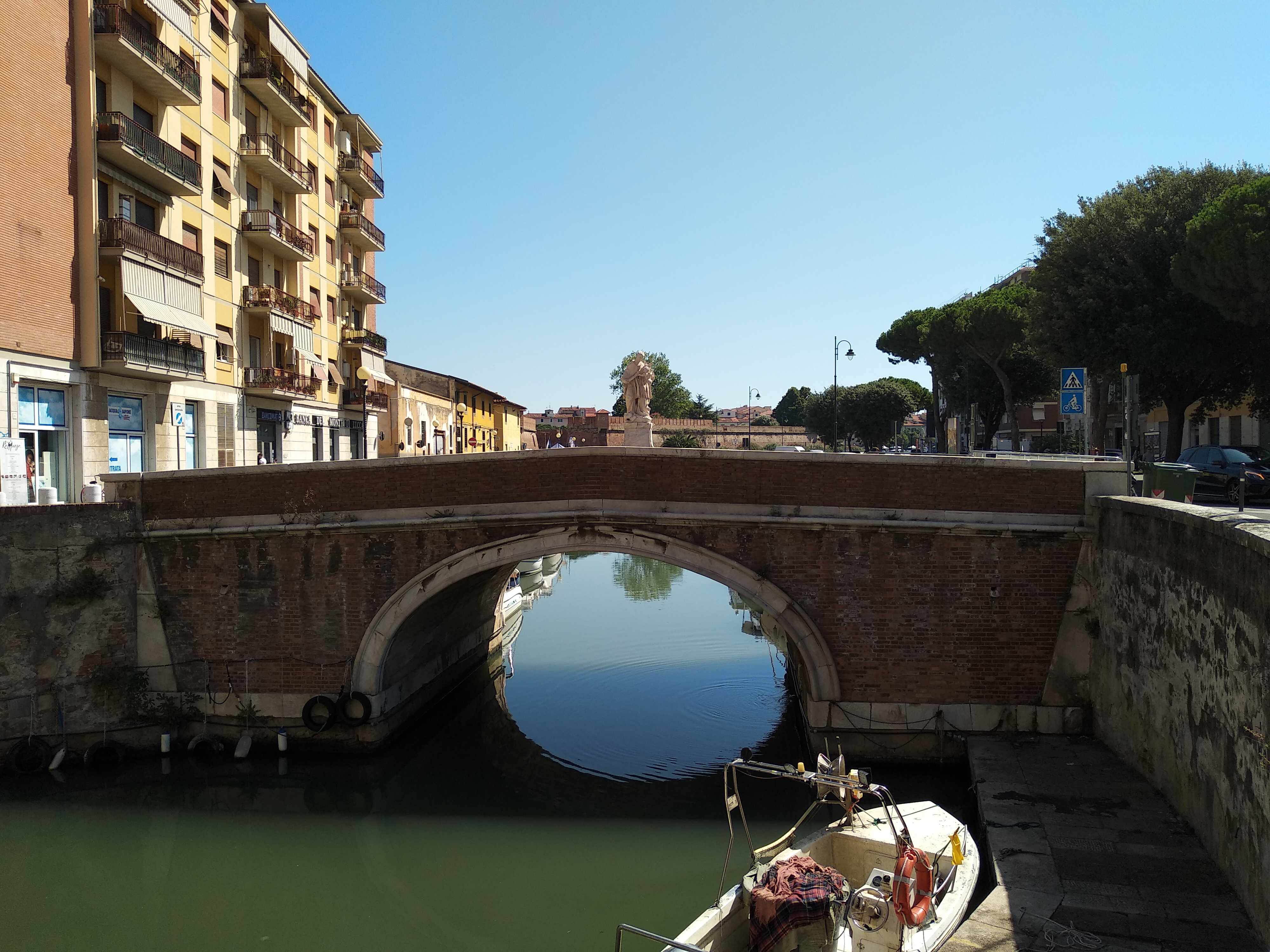
Veduta del ponte

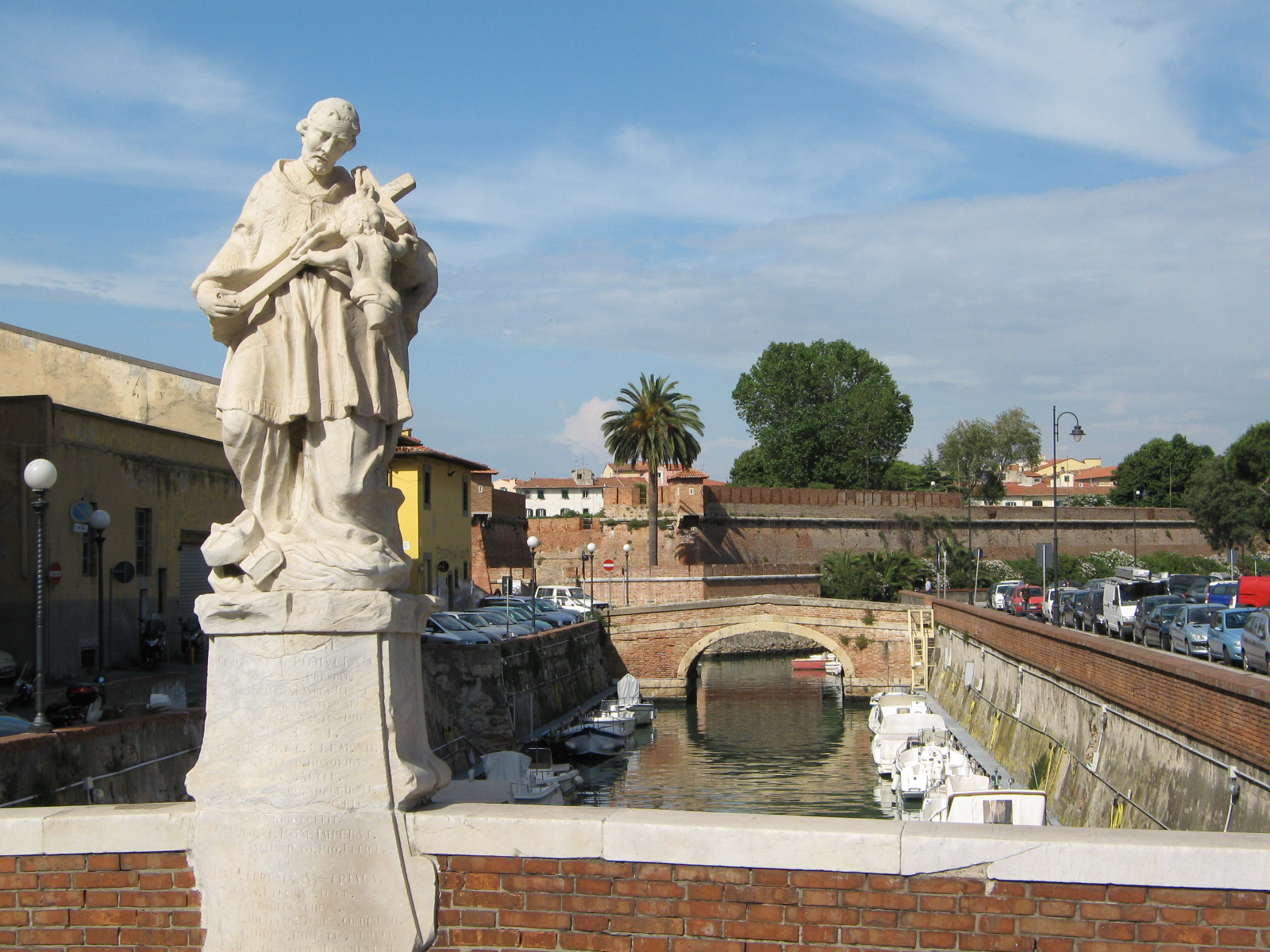
Il monumento a San Giovanni Nepomuceno sulla spalletta del ponte

Il ponte di San Giovanni Nepomuceno è situato a Livorno, lungo via della Madonna.

## Storia e descrizione
Verso la fine del XVII secolo il governatore Marco Alessandro del Borro decretò una serie di trasformazioni che determinarono lo smantellamento di buona parte della Fortezza Nuova e la costruzione del cosiddetto secondo accrescimento del quartiere Venezia Nuova.
Nel 1696 fu tracciata la prima strada del quartiere, la via del Corso (attuale via della Madonna), cui era affidato il compito di collegare il nuovo insediamento al nucleo più antico della città.
La presenza, a metà del percorso della strada, di un canale (ottenuto dalla trasformazione dell'antico fossato militare che circondava la fortezza suddetta) rese necessaria la realizzazione di un piccolo ponte a una luce.
Pochi decenni dopo sulla spalletta est del ponte fu innalzato il monumento a san Giovanni Nepomuceno. Questo fu eseguito in onore della visita di Maria Teresa d'Austria e Francesco I di Lorena in qualità di nuovi granduchi della Toscana, avvenuta il 6 marzo 1739; un'iscrizione, ormai illeggibile, ne ricorda l'evento "D.O.M.D. Joanni Nepomuceno Prgae canonico presbytero, sanctitati martirique laurea illustri, sacramenti poenitentiae arcani assertori constantissimo, a maximis pontific. Benedicto XIII et Clemente XII summis affecto honoribus, quod eum alter sanctis martyrib. albo adscripsit, alter illius in Etruria cultum praecepit. Carolo VI romanorum imperatore, semper augusto, invicto, pio, felice, et Maria Teresia austriaca, magna Etrur. Duce efflagitantibus, caesareae militiae duces ordinesque, austriacae domus pietatis aemuli, perenne hoc obsequii monumentum D.D.D. anno aerae Christ. 1739".
Durante la seconda guerra mondiale la statua venne rimossa e il ponte fu gravemente danneggiato; il monumento tornò nell'originaria posizione solo nel 1950, dopo la ricostruzione del ponte.
Sono ancora presenti diverse iscrizioni realizzate sulla sommità della spalletta per ricordare persone defunte, analoghe a quelle del "Ponte di marmo", sulla via Borra.